# Championnat de Yougoslavie de football 1987-1988
Navigation
Saison précédente Saison suivante
La saison 1987-1988 du Championnat de Yougoslavie de football est la cinquante-neuvième édition du championnat de première division en Yougoslavie. Les dix-huit meilleurs clubs du pays prennent part à la compétition et sont regroupées en une poule unique où chaque formation affronte deux fois ses adversaires, à domicile et à l'extérieur. En fin de saison, les deux derniers du classement sont relégués et remplacés par les deux meilleures équipes de deuxième division.
C'est le club du FK Étoile rouge de Belgrade qui remporte la compétition, en terminant en tête du classement final, avec un point d'avance sur le double tenant du titre, le FK Partizan Belgrade et trois sur un duo composé du FK Velez Mostar et du Dinamo Zagreb. C'est le 16e titre de champion de Yougoslavie de l'histoire du club, qui manque le doublé en s'inclinant en finale de la Coupe de Yougoslavie face au FK Borac Banja Luka, club de deuxième division.

## Les clubs participants
| - Partizan Belgrade - Dinamo Zagreb - FK Étoile rouge de Belgrade - Hajduk Split - FK Radnicki Nis - NK Rijeka - FK Rad Belgrade - Promu de D2 - NK Osijek - Buducnost Titograd | - FK Velez Mostar - FK Vojvodina Novi Sad - Promu de D2 - FK Vardar Skopje - FK Sutjeska Nikšić - FK Sarajevo - FC Pristina - FK Sloboda Tuzla - FK Željezničar Sarajevo - NK Celik Zenica |

## Compétition

### Classement
Le classement est effectué en utilisant le barème classique (victoire à 2 points, match nul un point, défaite zéro point).
| Rang | Équipe                      | Pts | J  | G  | N  | P  | Bp | Bc | Diff |
| ---- | --------------------------- | --- | -- | -- | -- | -- | -- | -- | ---- |
| 1    | FK Étoile rouge de Belgrade | 45  | 34 | 17 | 11 | 6  | 66 | 39 | +27  |
| 2    | FK Partizan Belgrade T      | 44  | 34 | 17 | 10 | 7  | 62 | 37 | +25  |
| 3    | FK Velez Mostar             | 42  | 34 | 15 | 12 | 7  | 61 | 34 | +27  |
| 4    | Dinamo Zagreb               | 42  | 34 | 16 | 10 | 8  | 55 | 36 | +19  |
| 5    | FK Sloboda Tuzla            | 38  | 34 | 14 | 10 | 10 | 53 | 41 | +12  |
| 6    | FK Vardar Skopje            | 37  | 34 | 15 | 7  | 12 | 37 | 40 | -3   |
| 7    | FK Radnicki Nis             | 32  | 34 | 14 | 4  | 16 | 48 | 46 | +2   |
| 8    | NK Rijeka                   | 32  | 34 | 9  | 14 | 11 | 33 | 39 | -6   |
| 9    | Buducnost Titograd          | 32  | 34 | 10 | 12 | 12 | 40 | 48 | -8   |
| 10   | FK Vojvodina Novi Sad P     | 32  | 34 | 11 | 10 | 13 | 40 | 51 | -11  |
| 11   | NK Osijek                   | 31  | 34 | 10 | 11 | 13 | 44 | 61 | -17  |
| 12   | FK Željezničar Sarajevo     | 30  | 34 | 8  | 14 | 12 | 38 | 44 | -6   |
| 13   | Hajduk Split                | 30  | 34 | 8  | 14 | 12 | 40 | 50 | -10  |
| 14   | FK Sarajevo                 | 30  | 34 | 11 | 8  | 15 | 37 | 47 | -10  |
| 15   | FK Rad Belgrade P           | 30  | 34 | 11 | 8  | 15 | 44 | 56 | -12  |
| 16   | NK Celik Zenica             | 29  | 34 | 12 | 5  | 17 | 39 | 45 | -6   |
| 17   | FK Sutjeska Niksic          | 29  | 34 | 10 | 9  | 15 | 42 | 49 | -7   |
| 18   | FC Pristina                 | 27  | 34 | 10 | 7  | 17 | 43 | 59 | -16  |

|  | Qualification pour la Coupe d'Europe des clubs champions 1988-1989 |
|  | Qualification pour la Coupe UEFA 1988-1989                         |
|  | Relégation directe en deuxième division                            |
|  | T : Tenant du titre P : Promu de deuxième division                 |

## Bilan de la saison
| Championnat de Yougoslavie de football 1987-1988                        |                                         |
| Champion                                                                | FK Étoile rouge de Belgrade (16e titre) |
| Coupes et trophées                                                      |                                         |
| Vainqueur de la Coupe de Yougoslavie 1987-1988                          | FK Borac Banja Luka (D2)                |
| Qualifications continentales                                            |                                         |
| Coupe d'Europe des clubs champions 1988-1989                            | FK Étoile rouge de Belgrade             |
| Coupe des Coupes 1988-1989                                              | FK Borac Banja Luka                     |
| Coupe UEFA 1988-1989                                                    | FK Partizan Belgrade                    |
| Coupe UEFA 1988-1989                                                    | FK Velez Mostar                         |
| Coupe UEFA 1988-1989                                                    | Dinamo Zagreb                           |
| Promotions et relégations                                               |                                         |
| Promus en Prva Liga                                                     | Spartak Subotica                        |
| Promus en Prva Liga                                                     | FK Napredak Krusevac                    |
| Relégués en Championnat de Yougoslavie de football de deuxième division | FK Sutjeska Niksic                      |
| Relégués en Championnat de Yougoslavie de football de deuxième division | FC Pristina                             |